# Поті (аеропорт)
Міжнародний аеропорт Поті (ICAO: UGSP) — колишній міжнародний аеропорт, що знаходився в Поті (Грузія). Був закритий після розпаду СРСР у 1990-х роках. Уряд Грузії опублікував плани реконструкції аеропорту, але ці плани не були реалізовані.